# Scimitar propeler
Scimitar propeler (letalski vijak) je propeler, ki je oblikovan podobno kot scimitar ("saif") sablja - kraki so malce zaviti. Prvi scimitar propelerji so bili leseni, kasneje kovinski, sodobni pa so večinoma grajeni iz kompozitnih materialov. Scimitar propelerji so lažji, bolj aerodinamični in so manj hrupni. 
Propfan uporablja dva kontrarotirajoča scimitar propelerja. Propfani imajo večje obtočno razmerje in so bolj energetsko učinkoviti kot turboventilatorski motorji.